# Louise Blouin
Pour les articles homonymes, voir Blouin.
Louise Thérèse Viger Blouin (née le 15 octobre 1958 à Montréal), est une éditrice de magazines et philanthrope québécoise. Elle est la PDG de Blouin Corp ainsi que la fondatrice et la présidente de la fondation Louise T Blouin.

## Carrière
Descendante de Bonaventure Viger, Louise Blouin a été associée et co-directrice générale de Trader Classified Media, société d’édition de petites annonces fondée en 1987 au Canada. Pendant 15 ans, elle a dirigé un groupe de plus de 70 entreprises, avec 400 publications et 9 millions de lecteurs par semaine. Elle employait alors plus de 7000 employés en Amérique du Nord, en Europe de l'Est, en Russie et en Australie. Elle a créé 60 sites Internet dans 20 pays différents. Elle a quitté Trader Classified en 2000 pour créer Blouin Corp.
En 1993, elle est choisie par le World Economic Forum pour se joindre au premier groupe des Global Leaders of Tomorrow. 
En 2002, elle prend une participation dans la maison de vente aux enchères Phillips de Pury & Luxembourg et la dirige jusqu'à sa démission brusque en décembre.
En 2003, elle lance sa propre entreprise, Blouin Corp. 
En 2016, son nom apparaît lors des révélations autour de l'affaire des Panama Papers. Selon Metronews, qui rapporte les éléments d'une investigation menée par deux association de journalistes, son « empire » comprendrait cinq sociétés extraterritoriales inscrites dans les îles Vierges britanniques.

## Philanthropie
Louise Blouin est la présidente de la Fondation Louise Blouin, créée en 2005 et vouée à la promotion du dialogue culturel et multidisciplinaire. Cette fondation, en partenariat avec les Nations unies, se propose d’encourager une meilleure compréhension des affaires étrangères et de la culture. À cet effet, elle accueille à New York le Blouin Creative Leadership Summit, sommet annuel réunissant des personnalités de la science, la technologie, la culture, les affaires et la politique.  
Le Prix de la Fondation Louise Blouin récompense les personnes qui ont eu un impact positif à l'échelle mondiale.
En octobre 2006, la Fondation a ouvert, à Shepherds Bush dans l'ouest de Londres, l'Institut Louise T. Blouin pour accueillir le travail d’artistes.